# Johann Lauremberg
Johann Lauremberg, auch Johannes Lauremberg, gelegentlich falsch: Johann Wilhelm Laurenberg (* 26. Februar 1590 in Rostock; † 28. Februar 1658 in Sorø, Dänemark) war ein Mathematiker und Kartograph sowie niederdeutscher Dichter und Schriftsteller der Barockzeit. Als Pseudonym nutzte er den Namen „Hans Willmsen L. Rost.“ (= Johann, Sohn des Wilhelm Lauremberg Rostochiensis).

## Leben
Johann Lauremberg war der Sohn des Rostocker Professors Wilhelm Lauremberg und Bruder des Schriftstellers Peter Lauremberg.
Er studierte ab 1605 in Rostock und legte am 8. November 1610 das Magisterexamen ab. Zwischen 1612 und 1617 unternahm er Bildungsreisen nach Holland, England, Frankreich und Italien, unter anderem studierte er 1613 bis 1616 Medizin in Paris; 1616 wurde er in Reims zum Doktor der Medizin promoviert. Von 1618 bis 1623 war er Professor der Poesie an der Universität Rostock und im Sommersemester 1620 Rektor der Universität Rostock. Anschließend war er bis zu seinem Lebensende Professor für Mathematik an der Ritterakademie in Sorø. In seiner Rostocker Zeit zeichnete er 1622 eine Karte Mecklenburgs, die 1664 Bestandteil des Rostocker Großen Atlas wurde.
Johann Lauremberg verfasste neben mathematischen und pädagogischen Schriften eine lateinische Tragödie, lateinische und deutsche Gedichte, allegorische Hochzeitskomödien und plattdeutsche Gedichte. Die unter dem Pseudonym „Hans Willmsen L. Rost“ 1652 erschienenen  satirischen Veer Schertzgedichte, In Nedderdüdisch gerimet, in denen Lauremberg Modetorheiten seiner Zeit verspottet, wurden von Constantin Christian Dedekind 1654 ins Hochdeutsche übersetzt.

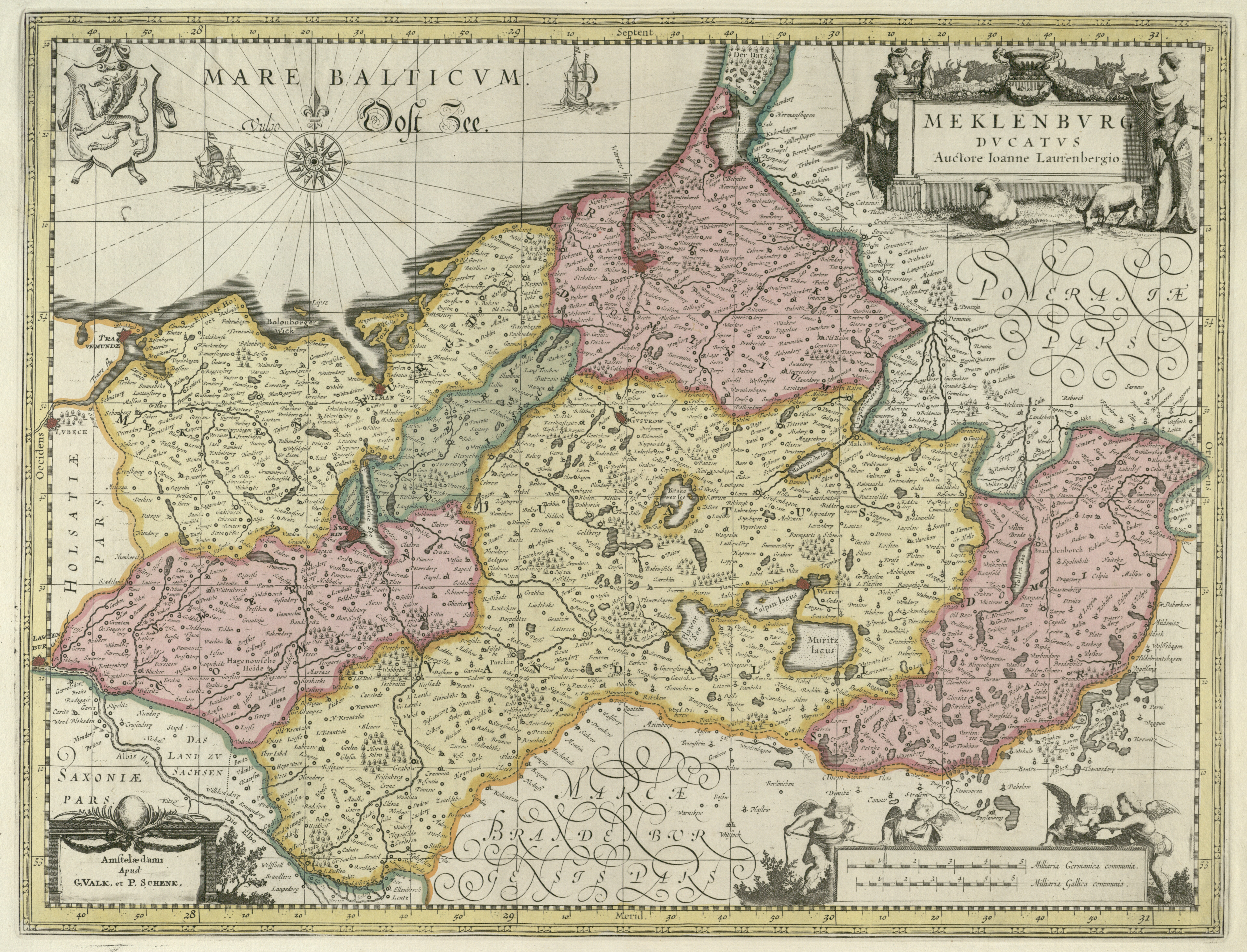
Karte des Herzogtums Mecklenburg von Lauremberg, gegen 1709 in Amsterdam veröffentlicht

## Werke (Auswahl)
- Pompejus Magnus. (Tragödie). 1610
- Zwo Comoedien … Bey dem HochFürstlichen Beylager.  (Hochzeitskomödien). 1635
- Triumphus Nuptialis Danicus. (Festbuch). 1635
- Ocium Soranum sive Epigrammata. (lateinische Gedichte). 1648
- Veer Schertz-Gedichte. I. Van der Minschen itzigem Wandel und Maneeren. II. Van Almodischer Kleder-Dracht. III. Van vormengder Sprake und Titeln. IV. Van Poësie und Rym Gedichten. In Nedderdüdisch gerimet. 1652, urn:nbn:de:gbv:23-drucke/lo-43146 (hab.de [abgerufen am 7. Juli 2025] Häufig nachgedruckt).
- Musicalisch Schawspiel … Die Geschichte Arions. 1655
- Graecia Antiqua. Hrsg. von Samuel Pufendorf. Johannes Jansson, Amsterdam 1660 (Digitalisat)